# Fort San Miguel
Le fort San Miguel était une fortification espagnole situé sur l'Île de Vancouver dans la Baie de Nootka en Colombie-Britannique.
Le fort fut construit pour protéger l'entrée de la baie et l'établissement de Santa Cruz de Nuca. Ce fut le seul établissement permanent construit par l'Espagne en territoire aujourd'hui canadien.

## Premier établissement
Le 15 mai 1789 fut choisi et immédiatement construit, puis démantelé en octobre de la même année par Esteban José Martínez sur les ordres du Viceroy Manuel Antonio Flórez qui exigeait le retour à San Blas de Martinez. Les canons furent Chargés à bord du bateau La Princesa qui quitta la baie le 30 octobre. Soupçonnant un prochain rétablissement de l'occupation dans la région, Martinez enterra des caisses de matériaux, particulièrement des briques de calcaire.

## Second établissement
Le fort fut ensuite reconstruit par Pedro de Alberni (en) en 1790 sur une plus grande superficie. Conçu comme une batterie d'artillerie stationnaire pour la défense de la baie et des bâtiments de  Santa Cruz de Nuca, première colonie de Colombie-Britannique. L'occupation de la colonie fut assurée par Francisco de Eliza alors qu'Alberni était capitaine de la Primera Compañía Franca de Voluntarios de Cataluña (es), une compagnie de volontaires catalans de 76 hommes. L'île est un rocher surélevé mais étroit, rendant la construction difficile. Des embrasures permirent de positionner les canons de manière optimale.

## Démantèlement
Les volontaires catalans quittèrent le fort en 1792 et le fort fut démantelé en 1795 à la suite de la convention nootka, qui régla la situation de la souveraineté du Nord Pacifique.